# بيت يعيش
بيت يعيش هو مبنى تراثيّ يقع في منطقة جبل اللويبدة في وسط مدينة عمّان في الأردن، ويُعدّ مركزًا ثقافيًّا تابعًا للجمعية الوطنية الأردنية للمحافظة على البتراء.

## لمحة تاريخية
تأسس بيت يعيش في حي جبل اللوبيدة العريق القائم وسط العاصمة الأردنية عمان في عام 1952 على يد بديع حافظ يعيش، أحد رجال الاقتصاد في الأردن، والذي استخدم المبنى مقرًا سكنيًا للعائلة، ومنذ ذلك الحين شهد المبنى على مدار تاريخه العديد من الاجتماعات والمناقشات واللقاءات الثقافية والسياسية بين أهم الشخصيات العامة ورجال الفكر والاقتصاد والسياسة في الأردن قبل أن توقع الأميرة دانا فراس سفير منظمة اليونسكو للنوايا الحسنة للتراث الثقافي ورئيسة الجمعية الوطنية للمحافظة على البتراء، وهي جمعية معنية بحماية وصيانة التراث الأثري والبيئي والثقافي في الأردن، اتفاقية تعاون مع آل يعيش لإعادة ترميم المبنى وإدراجه كمركز ثقافي. بدأت الجمعية أعمال ترميم المبنى في عام 2018، ثُمّ افتتحه رئيس الوزراء الأردني عمر الرزاز كمركز ثقافي في 12 يونيو (حزيران) عام 2019.

## الوصف

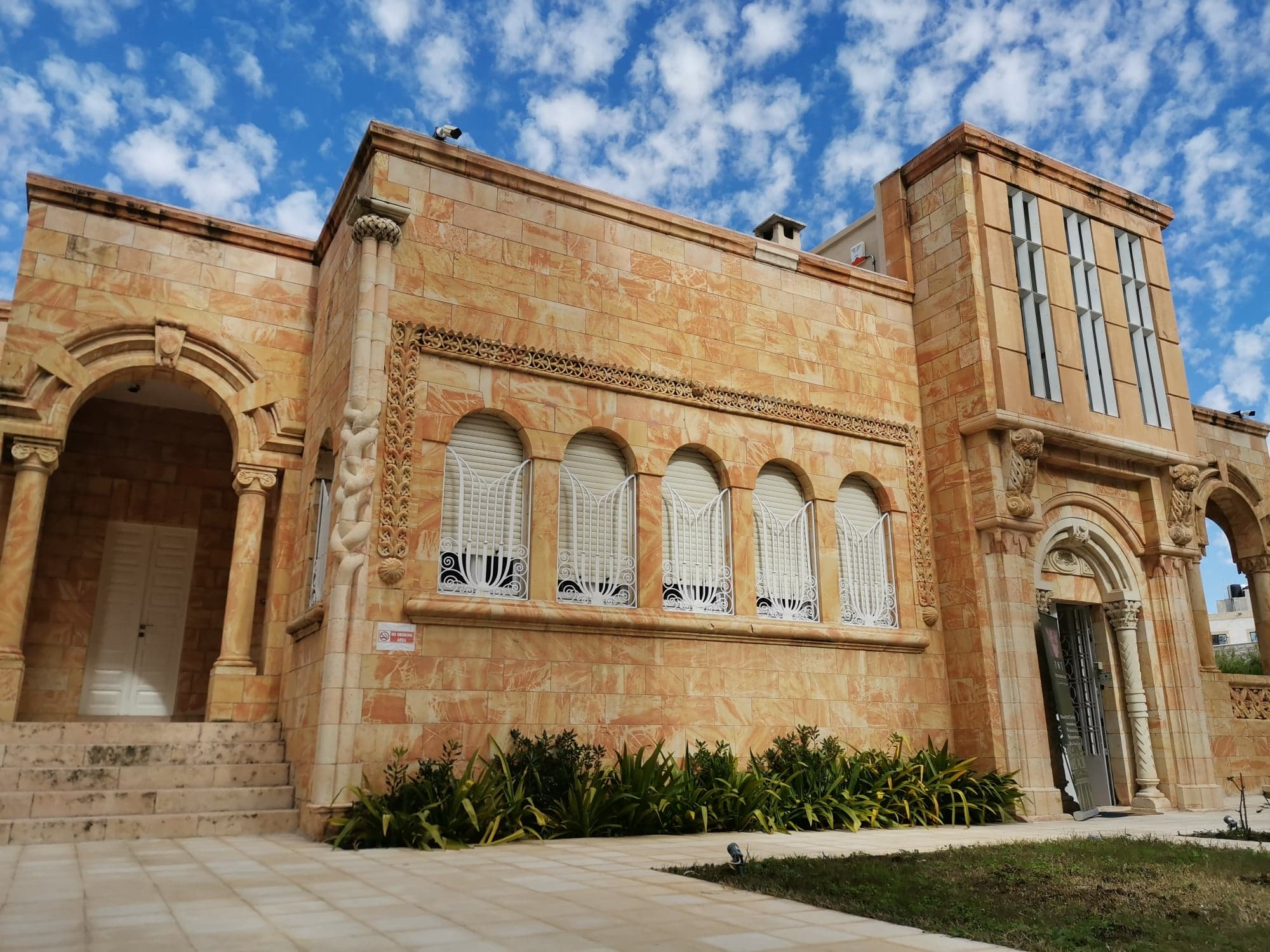
واجهة مبنى بيت يعيش

استُخدم في بناء بيت يعيش أحجار وردية جلبتها عائلة يعيش من المناطق الجبلية المحيطة بمدينة رام الله في فلسطين إلى عمان عبر الأغوار في خمسينيات القرن العشرين، وهي أحجار ترسبية يعود تاريخها إلى العصر الكريتاسي، أي أنّها تكوّنت قبل نحو 100 مليون سنة، غير أنها تعرضت للحرارة على مدار تاريخها الجيولوجي فتحولت قليلاً و تأكسد ما بها من معادن مثل الحديد ممّا أكسبها لونها المميّز والذي هو مزيج من الوردي والذهبي. يتألف بيت يعيش من مبنى مُحاط بحديقة واسعة مزروعة بأنواع عديدة من الأشجار والنباتات، ويتوسّط المبتى باحة فسيحة تتخلّلها أعمدة عريضة، وتحيط بها قاعات وغرف واسعة موزّعة على طابقين.